# NGC 442
NGC 442 est une galaxie spirale vue par la tranche située dans la constellation de la Baleine. NGC 442 a été découverte par l'astronome américain Lewis Swift en 1886.

## Caractéristiques
Sa vitesse par rapport au fond diffus cosmologique est de 5 254 ± 22 km/s, ce qui correspond à une distance de Hubble de 77,5 ± 5,4 Mpc (∼253 millions d'al).
À ce jour, une mesure non basée sur le décalage vers le rouge (redshift) donne une distance d'environ 80,200 Mpc (∼262 millions d'al). Cette valeur est à l'intérieur des valeurs de la distance de Hubble.
D'après l'image de l'étude SDSS, la classification de galaxie spirale préconisée par le professeur Seligman semble mieux convenir que celle de galaxie lenticulaire préconnisée ailleurs. En effet, une ligne de poussière traversant le disque galactique est clairement visible.
NGC 442 présente une large raie HI.

## Groupe de NGC 429
NGC 442 au groupe de NGC 429 qui compte au moins 4 autres galaxies. Les autres galaxies du groupe sont NGC 426, NGC 429, NGC 430 et IC 1639.